# Geesina
De Geesina is een korenmolen in Groenekan in de provincie Utrecht.
De molen werd naar alle waarschijnlijkheid in 1843 gebouwd. Tussen 1911 en 1998 was de molen eigendom van de familie Schuurman. De molen werd tot 1941 De Groene Kan genoemd, in dat jaar kreeg de molen na restauratie de naam van de molenaarsvrouw, Geesina. Na een periode van verval werd de molen in 1968 gerestaureerd. Nadat de molen een tijd nog in gebruik was geweest, werd de onderhoudstoestand gaandeweg slechter zodat de nieuwe eigenaar, de Stichting De Utrechtse Molens, na aankoop in 1998 met een omvangrijke restauratie begonnen is. Vanwege financiële problemen werd in 2000 de restauratie gestaakt. Sinds enkele jaren is de Stichting De Utrechtse Molens verbonden aan Het Utrechts Landschap. Op 22 december 2011 is de gerestaureerde kap geplaatst en zijn de roeden gestoken. Eerder was de stelling weer aangebracht. Op 12 mei 2012, tijdens de nationale molendag, werd de molen feestelijk heropend.

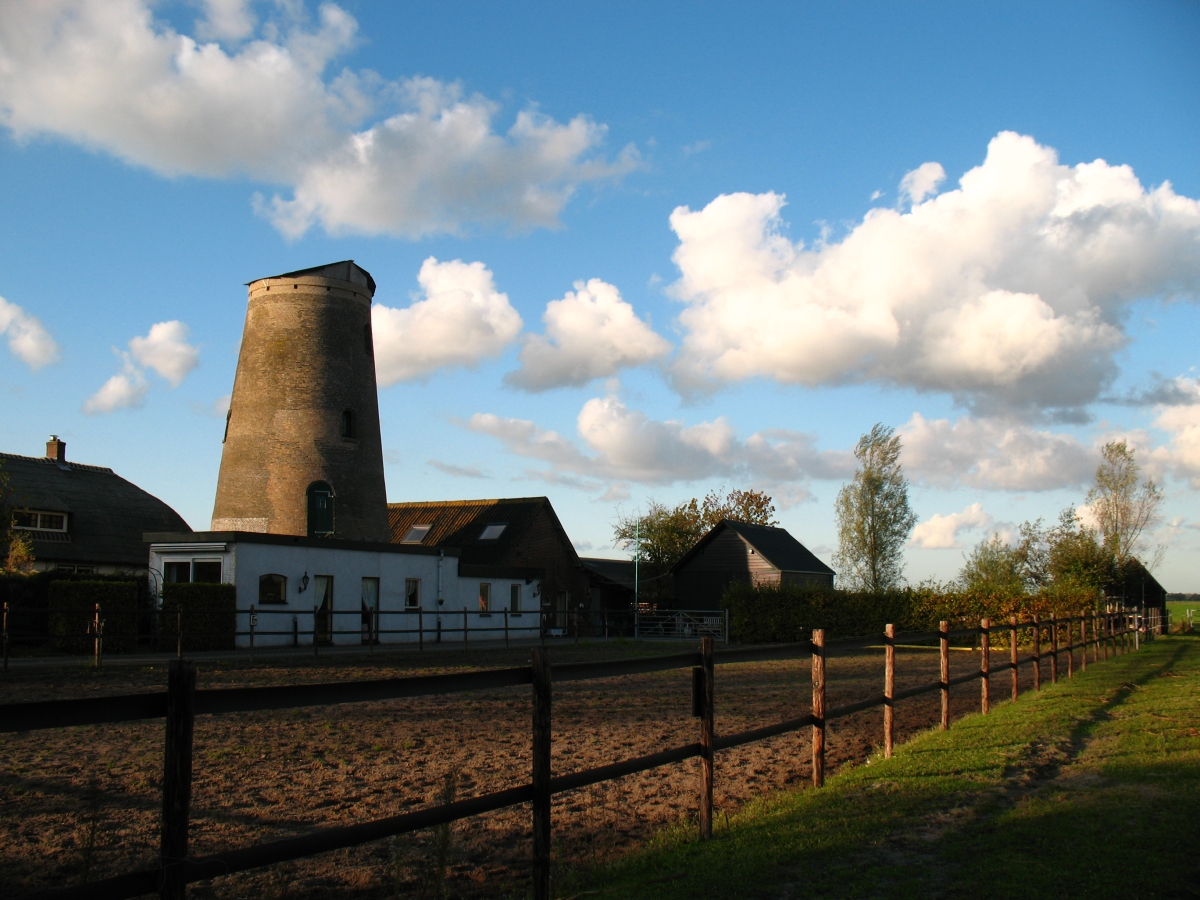
Geesinga in oktober 2008
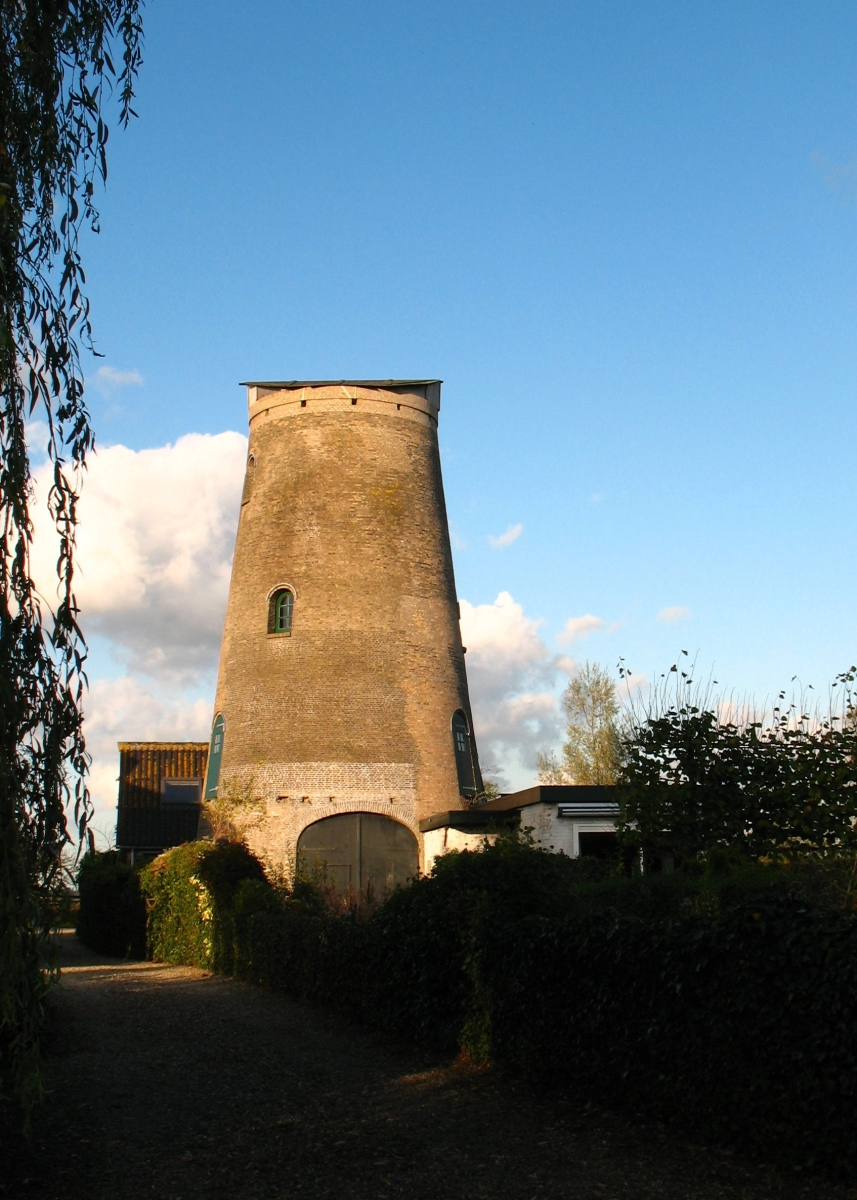
Oktober 2008 voor restauratie